# Germigny-l'Exempt

Germigny-l'Exempt este o comună în departamentul Cher, Franța. În 1 ianuarie 2022 avea o populație de 292 de locuitori.